# Jägermeister
Jägermeister (/ˈjeɪɡərˌmaɪstər/ Germană: [ˈjɛːɡɐˌmaɪstɐ]) este o băutură alcoolică germană creată dintr-un amestec de peste 56 ierburi și mirodenii, cu un conținut alcoolic de 35% alcool pe volum.